# برستوو
برستوو (به انگلیسی: Burstow) یک روستا و محله مدنی در بریتانیا است که در Tandridge واقع شده‌است. برستوو ۱۱٫۳۹ کیلومتر مربع مساحت و ۴٬۳۳۳ نفر جمعیت دارد.